# Marek Giergiczny
Marek Giergiczny – polski ekonomista, doktor habilitowany nauk społecznych, profesor na Uniwersytecie Warszawskim.

## Kariera naukowa
W 2001 roku  na Uniwersytecie Warszawskim uzyskała tytuł magistra ochrony środowiska. W 2006 roku na Wydziale Nauk Ekonomicznych tej samej uczelni uzyskał stopień doktora nauk ekonomicznych na podstawie rozprawy pt. Zastosowanie metody wyborów z eksperymentem do badania wartości statystycznego życia ludzkiego, której promotorem był Tomasz Żylicz. W 2009 roku został zatrudniony na tejże uczelni, a w 2019 roku uzyskał na jej Wydziale Nauk Ekonomicznych stopień doktora habilitowanego nauk społecznych na podstawie pracy pt. Rozwój metodologii i aplikacje metod wyceny dóbr nierynkowych.